# 대원운수
대원운수(大原運輸)는 KD운송그룹 계열의 경기도 남양주시의 시내버스 업체이다. 2017년 현재 총 50개 노선, 368대의 차량을 보유하고 있다.

## 역사
- 1999년 2월 26일 : 명진운수의 인수 노선을 중심으로 KD운송그룹 계열사인 대원운수가 설립되었다.
- 1999년 3월 20일 : 운수사업면허를 취득하였다.
- 1999년 3월 25일 : 운행을 시작하였다.
- 2008년 4월 1일 : 방계회사로 구리시의 시내버스 면허 업체인 경기여객이 분사되어 6개 노선을 양도하였다.
- 2009년 8월 10일 : 광역급행버스 M2104번으로 개통하였다.
- 2010년 11월 15일 : 광역급행버스 M2104번에서 직행좌석버스 766번으로 변경되었다.
- 2014년 3월 28일 : 본사를 현 위치인 경기도 남양주시 와부읍 덕소로 320으로 이전하였다.
- 2015년 2월 7일 : 시내버스 55-1번 호평동 ~ 진접지구 구간 신설노선 개통했다.
- 2015년 10월 11일 : 시내버스 10번이 덕송터널 경유한다.
- 2017년 1월 16일 : 시내버스 97번이 강변역에서 서울아산병원으로 연장되었다.
- 2018년 1월 15일 : 2층버스로 운행하는 직행좌석버스 1000-2번에서 1000-1번으로 변경 및 전세버스로 운행하는 직행좌석버스 1003번을 신설했다.
- 2019년 2월 11일 : 직행좌석버스 105번 신설
- 2019년 3월 4일 : 광역급행버스 M2341번 및 직행좌석버스 8002-1번 신설
- 2019년 12월 24일 : 시내버스 땡큐10번 신설
- 2020년 3월 30일 : 시내버스 땡큐50번 신설
- 2020년 4월 29일 : 시내버스 땡큐30번 신설
- 2020년 5월 22일 : 시내버스 땡큐11번 신설
- 2024년 1월 1일 : 76번버스가 경기도형 준공영제인 시내버스 공공관리제를 시행

## 현황
2021년 1월 기준이다.
| 운행업체      | 보유 노선수 | 보유 노선수 | 보유 노선수 | 보유 노선수 | 보유 노선수 | 등록 대수 | 등록 대수 | 등록 대수 | 등록 대수 | 등록 대수 |
| ------------- | ----------- | ----------- | ----------- | ----------- | ----------- | --------- | --------- | --------- | --------- | --------- |
| 운행업체      | 노선 합계   | 광역급행    | 직행좌석    | 일반좌석    | 시내일반    | 대수 합계 | 광역급행  | 직행좌석  | 일반좌석  | 시내일반  |
| 대원운수 (KD) | 67          | 2           | 17          | 3           | 45          | 390       | 16        | 127       | 7         | 240       |

## 운행노선

### 도시형버스
- ● 1번: 진벌리차고지 ↔ 광릉내종점 ↔ 진접농협 ↔ 내각리 ↔ 퇴계원 ↔ 인창택지지구 ↔ 돌다리 ↔ 교문사거리 ↔ 구리경찰서 ↔ 광나루역 ↔ 강변역(A) (이 노선은 경기운수에서 이관 받은 노선이다, 진접읍사무소앞 경유)
- ● 1-4번: 차산리차고지 ↔ 마석육교.원병원 ↔ 마석역 ↔ 화도읍 행정복지센터 ↔ 평내호평역 ↔ 금곡동 ↔ 금곡역 ↔ 양정동 ↔ 도농역 ↔ 돌다리.구리전통시장 ↔ 교문사거리 ↔ 구리경찰서 ↔ 광나루역 ↔ 천호대교 ↔ 천호역 ↔ 강동역 ↔ 길동 ↔ 상일 나들목 ↔ 하남 풍산지구 ↔ 강일 리버파크아파트 ↔ 하남종합운동장 ↔ 미사리(조정경기장) (구 1119번, 이 노선은 경기운수에서 이관 받은 노선이다, 전기버스 운행중)
- ● 6번: 차산리차고지 ↔ 창현택지지구 ↔ 롯데마트 마석점 ↔ 마석역 ↔ 호평택지지구 ↔ 판곡중학교 ↔ 평내호평역 ↔ 평내도서관 ↔ 평내상업지구 ↔ 금곡동 ↔ 금곡역 ↔ 군장리 (30-16번이 분리된 노선 중 하나다.)
- ● 7번: 원차산리 (훈련장입구) ↔ 광암주유소 ↔ 창현초등학교 ↔ 마석고등학교 ↔ 녹촌 두산위브 ↔ 롯데마트 마석점 ↔ 마석역 ↔ 화도파출소 ↔ 심석중학교, 고등학교 ↔ 중흥S클래스 ↔ 삼익아파트 (30-16번이 분리된 노선 중 하나다.)
- ● 8-8번: 에코랜드수영장 ↔ 청학주공 ↔ 용암교 ↔ 비루개마을 (2019년 7월 2일 신설노선)
- ● 8-9번: 마석역 ↔ 산성마을입구 ↔ 신마석서희스타힐스 ↔ 장천고개 ↔ 송천마을회관 ↔ 장천마을 ↔ 장천교 ↔ 입석1리마을회관 ↔ 송천리종점
- ● 30번: 대성리 ↔ 답내초교 ↔ 마석역 ↔ 평내호평역 ↔ 남양주시청 ↔ 금곡예비군훈련장.충일아파트 ↔ 도농역 ↔ 교문사거리 ↔ 망우역 ↔ 중랑역.동부시장 ↔ 동대문노인종합복지관 ↔ 현대코아 (2025년 4월 11일부로 경기고속에서 받은 노선이다.)
- ● 30-15번: 마석 ↔ 창현택지지구 ↔ 차산리 ↔ 월문리 ↔ 덕소삼거리 ↔ 도곡리 (구 34번)
- ● 33-2번: 마석역 ↔ 가곡리 ↔ 송천리 ↔ 입석1리 ↔ 대성리 (2020년 10월 6일 신설)
- ● 34번: 다산차고지 ↔ (→ 반도유보라후문 →) ↔ 롯데캐슬.아이파크 ↔ 대림e편한세상 ↔ 미금중학교 ↔ 다산행정복지센터 → 부영6단지.금교초교 → 도농중 → 도농역.동화중고교
- ● 38번: 반도유보라1차정문 ↔ 다산한강초교 ↔ 금강펜테리움1차 ↔ 신안인스빌2차 ↔ 남양주체육문화센터 ↔ 남양주제2청사.남양주남부경찰서 ↔ 도농역 ↔ 가운지구입구 → 가운휴먼시아2.4단지 → 가운중 → 가운고 → 가운지구입구
- ● 55번: 사릉 ↔ 금곡역 ↔ 평내호평역 ↔ 마석택지지구
- ● 58번: 차산리차고지 ↔ 두산아파트 ↔ 마석역 ↔ 답내초교입구 ↔ 북한강체육공원 ↔ 금남초교 ↔ 피아노폭포(일부시간때 경유) ↔ 리버힐빌리지 ↔ 남양주종합촬영소 ↔ 재재기(일부시간때 경유) ↔연세중학교 ↔ 운길산역 ↔ 양수리 ↔ 조안초교 ↔ 조안면사무소 ↔ 다산정약용유적지.실학박물관
- ● 65번: 차산리차고지 ↔ 창현택지지구 ↔ 마석택지지구 ↔ 천마산역 ↔ 평내동 ↔ 평내호평역 ↔ 금곡동 ↔ 금곡역 ↔ 양정동 ↔ 도농역 ↔ 돌다리.구리전통시장 ↔ 교문사거리 ↔ 망우리고개 ↔ 망우역 ↔ 상봉역.중랑우체국 ↔ 중랑역 ↔ 시조사삼거리 ↔ 청량리역 ↔ 경동시장 (대원교통 9201번 대체 노선, 전기버스 운행중)
- ● 65-1번: 차산리차고지 ↔ 창현택지지구 ↔ 마석 ↔ 평내동 ↔ 금곡동 ↔ 양정동 ↔ 도농역 ↔ 돌다리.구리전통시장 ↔ 교문사거리 ↔ 배탈고개 ↔ 구리농수산물도매시장(롯데마트 구리점) ↔ 구리 나들목 ↔ 북부간선도로 ↔ 화랑대역 ↔ 태릉입구역 ↔ 석계역
- ● 76번: 수택동차고지 ↔ 다산지금지구 ↔ 남양주제2청사,남양주남부경찰서 ↔ 도농역 ↔ 다산진건지구 ↔ 화랑대역 ↔ 태릉입구역 ↔ 석계역 (2019년 5월 7일 신설노선, 2024년 1월 1일부터 경기도형 준공영제 실시)
- ● 97번: 호평동차고지 ↔ 평내택지지구 ↔ 금곡동 ↔ 양정동 ↔ 도농역 ↔ 돌다리.구리전통시장 ↔ 교문사거리 ↔ 구리시청 ↔ 광나루역 ↔ 강변역(B) ↔ 서울아산병원
- ● 98번: 차산리 ↔ 라온프라이빗 ↔ 마석역 ↔ 중흥아파트 ↔ 운수교차로 ↔ 오남읍사무소 ↔ 오남역 (2024년 3월 11일 신설노선)
- ● 98-1번: 차산리 ↔ 라온프라이빗 ↔ 마석역 ↔ 중흥아파트 ↔ 운수교차로 ↔ 축령산입구 ↔ 지둔리 ↔ 오남읍사무소 ↔ 오남역 (2024년 3월 11일 신설노선)
- ● 99번: 다산차고지 ↔ (→ 반도유보라후문 →) ↔ 롯데캐슬.아이파크 ↔ 자연앤e편한세상.힐스테이트 ↔ 미금중학교 ↔ 다산1동주민센터 ↔ 남양아파트 ↔ 구리역
- ● 99-1번: 자연앤e편한세상.힐스테이트 ↔ 미금중학교 ↔ 다산1동주민센터 ↔ 남양아파트 ↔ 구리역
- ● 112-1번: 연대농장입구.도곡리종점 ↔ 덕소삼거리 ↔ 도심역 ↔ 팔당대교 ↔ 하남지구대 ↔ 길동역 ↔ 천호역 ↔ 강동구청역 ↔ 올림픽대교 ↔ 테크노마트앞.강변역(D)
- ● 165번: 호평동차고지 ↔ 수진사 ↔ 평내택지지구 ↔ 금곡동 ↔ 도농역 ↔돌다리.구리전통시장 ↔ 교문사거리 ↔ 망우리고개 ↔ 망우역 ↔ 상봉역.중랑우체국 ↔ 중랑역 ↔ 시조사삼거리 ↔ 청량리역 (대원교통 2231번 대체노선. 전기버스 운행중)
- ● 166-1번: 연대농장입구.도곡리종점 ↔ 도심역 ↔ 와부읍사무소 ↔ 덕소역 ↔ 가운택지지구 ↔ 돌다리.구리전통시장 ↔ 교문사거리 ↔ 망우리고개 ↔ 망우역 ↔ 상봉역.중랑우체국 ↔ 중랑역 ↔ 시조사삼거리 ↔ 청량리역
- ● 167-1번: 구리농수산물도매시장 ↔ 배탈고개 ↔ 교문사거리 ↔ 돌다리.구리전통시장 ↔ 도농역 ↔ 양정역 ↔ 율석리
- ● 168번: 차산리차고지 ↔ 창현택지지구 ↔ 마석역 ↔ 천마산역 ↔ 호평동 ↔ 평내택지지구 ↔ 금곡동 ↔ 양정동 ↔ 양정역 ↔ 덕소삼거리 ↔ 도곡리
- ● 땡큐10번: 다산차고지 ↔ 롯데캐슬 ↔ 아이파크 ↔ 다산행정복지센터 ↔ 도농역 ↔ 가운고 ↔ 금강펜테리움 ↔ 남양주체육문화센터 ↔ 양정동주민센터 - 금곡과학화예비군훈련장 - 홍유릉 - 금곡종점 (2019년 12월 24일 신설)
- ● 땡큐12번: 수택동차고지 ↔ 가운고등학교 ↔ 경남아너스빌 ↔ 도농역 ↔ 빙그레 ↔ 부영6단지 ↔ 새봄초등학교 ↔ 다선선형공원 ↔ 반도유보라후문
- ● 땡큐21번: 산성마을입구 ↔ 중흥아파트 ↔ 대림@, 신도1차@ ↔ 너구내고개 ↔ 가곡교회 ↔ 가곡리종점 (2024년 6월 1일부터 땡큐버스으로 전환)
- ● 땡큐22번: 차산리 ↔ 이안.청구아파트 ↔ 마석중학교.마석초교.화도도서관 ↔ 마석역 ↔ 남양주고등학교 ↔ 답내초교 (2024년 6월 1일부터 땡큐버스으로 전환)
- ● 땡큐23번: 마석역 ↔ 신명아파트 ↔ 영남아파트 ↔ 창현2리 마을회관 ↔ 창현리종점 (2024년 6월 1일부터 땡큐버스으로 전환)
- ● 땡큐24번: 삼봉리 ↔ 재개기터널 ↔ 맹골 ↔ 축동마을 ↔ 영남. 풍림아파트 ↔ 도뮤토아파트 ↔ 마석역 ↔ 라온프라이빗 (  2025년 3월 1일자로 노선연장)
- ● 땡큐30번: 청학리종점 ↔ 별내면행정복지센터 ↔ 넉바위마을 ↔ 별가람고등학교 ↔ 별내역 ↔ 퇴계원역 ↔ 사릉역 ↔ 금곡역 (2020년 4월 29일 신설)
- ● 땡큐32번: 차산리 ↔ 마석역 ↔ 수동면종합행정타운 ↔ 비금리 ↔ 축령산입구 ↔ 마석역 ↔ 판곡중.판곡고.LH호평1단지 (구 330-1번. 2025년 3월 1일부로 노선 신설)
- ● 땡큐33번: 비금리 ↔ 윗말입구 ↔ 축령산 ↔ 탑거리 ↔ 장자터 ↔ 중흥아파트 ↔ 마석역 ↔ 월산초교 ↔ 답내전원마을 ↔ 외구운마을 (2024년 6월 1일부터 땡큐버스으로 전환)
- ● 땡큐34번: 차산리 ↔ 원병원 ↔ 마석역 ↔ 주공아파트 ↔ 새마을금고 ↔ 송천리삼거리 ↔ 수동중학교 ↔ 외방3리마을회관 ↔ 남향마을 ↔ 축령산자연휴양림 (2024년 6월 1일부터 땡큐버스으로 전환)
- ● 땡큐35번: 화도정수장 ↔ 롯데마트 ↔ 마석역 ↔ 중흥아파트 ↔ 장미건영아파트 ↔ 88주택 ↔ 별빛마을 ↔ 장자터 ↔ 수동농협.운수리 ↔ 축령산입구  ↔ 새창벌입구 ↔ 수산1리마을회관 (2024년 6월 1일부터 땡큐버스으로 전환)
- ● 땡큐36번: 마석역 ↔ 마석주공아파트 ↔ 너구내고개 ↔ 나일빌라입구 ↔ 장자터 ↔ 수동면사무소 ↔ 무량사 ↔ 지둔2리마을회관 ↔ 삼각골 ↔ 지둔리마을회관 (2024년 6월 1일부터 땡큐버스으로 전환)
- ● 땡큐37번: 차산리 ↔ 녹촌3리 ↔ 녹촌리 ↔ 마석역 ↔ 장천고개 ↔ 송천마을회관 ↔ 장천교 ↔ 송천리종점 ↔ 만취대 (2024년 6월 1일부터 땡큐버스으로 전환)
- ● 땡큐50번: 청학리 ↔ 에코랜드수영장 ↔ 청학주공 ↔ 수락산입구 ↔ 순화공고개 ↔ 별내빙상장 ↔ 별내별가람역 ↔ 화접초교, 별내고교 ↔ 별내역 ↔ 사노리나들목 ↔ 도농고교 ↔ 도농역 ↔ 양장동주민센터 ↔ 진안마을 ↔ 금곡종점 (2024년 4월 1일부로 노선변경)
- ● 땡큐58-3번: 대성리 ↔ 금남3리 ↔ 백월리 ↔ 남양주촬영소 ↔ 운길산역 ↔ 조안면사무소 ↔ 구 능내역 ↔ 팔당역 ↔ 도곡리종점 ↔ 도심역 ↔ 덕소역 ↔ 강북정수장 ↔ 도농역

### 직행좌석버스
- ● 100번: 경복대학 ↔ 진접역 ↔ 오남역 ↔ 사능 ↔ 퇴계원 나들목 ↔ <올림픽대로 경유> ↔ 광나루역 ↔ 강변역 (동서울종합버스터미널, B승강장) (구 시내버스 100번, 이 노선은 경기고속에서 이관 받은 노선이다.)
- ● 105번: 진벌리차고지 ↔ 경복대학교 ↔ 진접역 ↔ 오남역 ↔ 진주아파트 ↔ 동평교차로 ↔ 덕송내각고속화도로 ↔ 불암산역 (2019년 2월 11일 신설)
- ● 105-1번: 광릉내종점 ↔ 서희스타힐스 ↔ 현대.금강아파트 ↔ 진접농협 ↔ 봉현마을 ↔ 내각리 ↔ 덕송내각고속화도로 ↔ 불암산역 (2019년 11월 4일 신설, 105번 분리된 노선)
- ● 1000-1번: 호평동차고지 ↔ 호평상업지구 ↔ 평내호평역 ↔ 평내동 행정복지센터 ↔ 장내마을.평내파출소 ↔ 장내중.평내고.남양주소방서 ↔ 수석호평도시고속도로 ↔ 수석동.풍속마을 ↔ 토평IC ↔ 강변북로 ↔ 잠실대교 ↔ 잠실광역환승센터 (2018년 1월 15일 노선 변경, 2층버스 미운행)
- ● 1001번: 청학리 ↔ 별내신도시 ↔ 별내역 ↔ 퇴계원 나들목 ↔ <올림픽대로 경유> ↔ 잠실광역환승센터 (2013년 4월 신설)
- ● 1003번: 다산차고지 ↔ 반도.롯데.현대아파트 ↔ 한양아파트 ↔ 유승한내들 ↔ 대림아파트 ↔ 남양주제2청사.남양주남부경찰서 ↔ 남양주체육문화센터 ↔ 수석동.풍속마을 ↔ 강변북로 ↔ 잠실대교 ↔ 잠실광역환승센터 (2018년 3월 26일 전세버스->직행좌석버스 형간전환)
- ● 1006번: 다산차고지 ↔ 반도.롯데.현대아파트 ↔ e편한세상 ↔ 금교초등학교 ↔ 남양주제2청사.남양주남부경찰서 ↔ 남양주체육문화센터 ↔ 수석동.풍속마을 ↔ 토평나들목 ↔ 광나루역 ↔ 강변역 (동서울종합버스터미널, A승강장) (2019년 12월 30일 신설)
- ● 1100번: 차산리차고지 ↔ 창현택지지구 ↔ 호평동 ↔ 평내택지지구 ↔ 금곡동 ↔ 도농역 ↔ 가운택지지구 ↔ 강변북로 ↔ 잠실대교 ↔ 잠실역 ↔ 잠실새내역 ↔ 종합운동장역 ↔ 삼성역 ↔ 선릉역 ↔ 역삼역 ↔ 강남역 ↔ 신논현역 ↔ 논현역 ↔ 신사역
- ● 1200번: 차산리차고지 ↔ 창현지구 ↔ 마석택지지구 ↔ 평내호평역 ↔ 금곡동 ↔ 금곡역 ↔ 금곡동 ↔ 도농역 ↔ 남양주 나들목 ↔ 수도권제1순환고속도로 (구리요금소) ↔ 토평 나들목, 강변북로, 잠실대교 (잠실역 방향) / 강일 나들목, 올림픽대로, 강동대교 (차산리 방향) ↔ 잠실광역환승센터 (대원교통 9202번 대체 노선)
- ● 1200-1번: 차산리차고지 - 창현댁지지구 - 마석택지지구 - 평내호평역 - 남양주시청 - 금곡동 행정복지센터 - 양정동주민센터 - 도농역 - 남양주 나들목 ↔ 수도권제1순환고속도로 (구리요금소) ↔ 토평 나들목, 강변북로, 잠실대교 (잠실역 방향) / 강일 나들목, 올림픽대로, 강동대교 (차산리 방향) ↔ 잠실광역환승센터 (출근형 급행버스)
- ● 1640번: 도곡리차고지 ↔ 도심역 ↔ 덕소삼거리 ↔ 동부센트리빌 ↔ 미사역 (2020년 8월 18일 신설)[폐선]
- ● 1660번: 도곡리차고지 ↔ 동부센트레빌 · 현대아이파크 · 대성 · 코오롱아파트 ↔ 덕소삼거리 ↔ 덕소역 ↔ 도심역 ↔ 광나루역 ↔ 강변역 (테크노마트, D승강장) (대원교통 9204번 대체 노선)
- ● 1670번: 도곡리차고지 ↔ 도심역 ↔ 덕소삼거리 ↔ 덕소역 ↔ 강변북로 ↔ 잠실대교 ↔ 잠실역 (대원교통 9203번 대체 노선)
- ● 1700번: 도곡리차고지 ↔ 도심역 ↔ 덕소삼거리 ↔ 덕소역 ↔ 강변북로 ↔ 잠실대교 ↔ 잠실역 ↔ 잠실새내역 ↔ 종합운동장역 ↔ 삼성역 ↔ 선릉역 ↔ 역삼역 ↔ 강남역 ↔ 신논현역
- ● 8001번: 대성리 ↔ 마석역 ↔ 마석택지지구 ↔ 창현택지지구 ↔ 화도 나들목 ↔ 서울양양고속도로 ↔ 미사대교 ↔ 올림픽대로 ↔ 잠실역 ↔ 잠실새내역 ↔ 종합운동장역 ↔ 삼성역 ↔ 선릉역 ↔ 역삼역 ↔ 강남역 ↔ 신논현역 ↔ 논현역 ↔ 신사역 (간선급행버스)
- ● 8002번: 대성리 ↔ 마석역 ↔ 마석택지지구 ↔ 창현택지지구 ↔ 화도 나들목 ↔ 서울양양고속도로 ↔ 미사대교 ↔ 강일 나들목 ↔ 올림픽대로 ↔ 잠실광역환승센터 (구 8012번 (대원운수) 통합) (간선급행버스)
- ● 8002-1번: 대성리 ↔ 두산.신명아파트 ↔ 서울양양고속도로 ↔ 미사대교 ↔ 올림픽대로 ↔ 잠실광역환승센터 (2019년 3월 4일 신설 간선급행버스, 출근형 급행버스)

### 국토교통부의 광역급행버스
- ● M2341번 : 월산지구 ↔ 화광중학교 ↔ 마석역 ↔ 청소년도움센터 ↔ 마석주공 ↔ 창현택지지구 ↔ 화도 나들목 ↔ 서울춘천고속도로 ↔ 미사대교 ↔ 강일 나들목 ↔ 올림픽대로 ↔ 잠실광역환승센터 (2019년 3월 4일 신설노선)
- ● M2352번 : 평내초등학교 ↔ 평내 문화촌 마을 ↔ 평내고등학교 ↔ 평내 화성·유진 아파트 ↔ 평내 신명·대주·금호 아파트 ↔ 평내 중흥·삼창·상록 아파트 ↔ 수석호평도시고속도로 ↔ 강변북로 ↔ 테크노마트·강변역 ↔ 잠실광역환승센터 (2021년 5월 10일 신설노선, 전기버스 운행중)
- ● M2353번 : 다산동(다산차고지) ↔ 자연앤자이.반도유보라 ↔ 다산자이.롯데캐슬 ↔ 자연앤e편한3차정문 ↔ 센트럴.한화아파트 ↔ 금강2차.반도.신안인스빌 ↔ 잠실역 (2022년 3월 2일 신설노선)

## 폐지, 면허 이관, 통폐합, 형간 전환, 노선번호 변경 노선

### 도시형버스
- ● 1-8번: 양지리차고지 ↔ 오남리 ↔ 사능 ↔ 뱅이삼거리 ↔ 퇴계원 ↔ 배탈고개 ↔ 교문사거리 ↔ 구리시청 ↔ 광나루역 ↔ 강변역 (동서울종합버스터미널) (이 노선은 경기운수에서 이관 받은 노선이다.)
- ● 3번: 미금중학교 ↔ 빙그레 ↔ 구리역 ↔ 돌다리 ↔ 교문사거리 ↔ 망우리고개 ↔ 망우역 ↔ 상봉역 (상봉시외버스터미널) ↔ 중랑역 ↔ 회기역 (경희대학교, 서울시립대학교) ↔ 청량리역 (경기여객으로 노선 이관)
- ● 5번: 진접지구 ↔ 사릉역 (2014년 중반부터 경기운수으로 이관 후 현 땡큐60번으로 운행중)
- ● 6-3번: 산성마을입구 ↔ 마석역 ↔ 마석지구대 ↔ 중흥아파트 → 대림아파트 → 장미건영아파트 → 너구내고개 → 천마산입구 → 대영그린빌 (6-5번과 통폐합)
- ● 8번: 호평동차고지 - 평내동 (현 8번과 무상관)
- ● 8번: 미금중학교 - (빙그레/부영6단지) - 도농역 - 가운지구
- ● 8-1번: 미금중 ↔ 부영7단지 ↔ 도농역 ↔ 가운지구
- ● 8-2번: 미금중 ↔ 부영7단지 ↔ 도농역 ↔ 가운지구 ↔ 수석동종점
- ● 10번: 진벌리차고지 ↔ 경복대학 ↔ 진접역 ↔ 오남역 ↔ 진건고등학교 ↔ 사릉공업사 ↔ 별내별가람역 ↔ 별내하우스토리 ↔ 청학리 ↔ 덕릉터널 ↔ 당고개역 (덕릉고개 미경유, 2025년 1월 25일부로 폐선)
- ● 10-1번: 구리농수산물도매시장 ↔ 배탈고개 ↔ 교문사거리 ↔ 돌다리 ↔ 구리역 ↔ 도농역 ↔ 남양주시 체육문화센터 ↔ 가운택지지구 ↔ 수석동
- ● 10-3번: 미금중학교 ↔ 막자골 ↔ 부영아파트 ↔ 도농역 ↔ 빙그레 ↔ 미금중학교
- ● 10-6번: 사능 ↔ 뱅이삼거리 ↔ 퇴계원 ↔ 배탈고개 ↔ 교문사거리 ↔ 돌다리 ↔ 구리역 ↔ 도농역 ↔ 남양주시 체육문화센터 ↔ 덕소삼거리 ↔ 도곡리
- ● 12-3번: 버스공영차고지 ↔ 용현동 ↔ 신곡동 ↔ 장암역 ↔ 수락산역 ↔ 상계동 ↔ 마들역 ↔ 노원역 (이 노선은 경기고속 노선으로 이관하였으며, 이후 평안운수로 노선이 재이관 후 경민대학 미경유, 추후 12-5번으로 노선번호 변경했고 2022년 5월 16일 폐선후 12번으로 노선번호 변경)
- ● 13번 / 2015번 / 2017번: 남양주체육문화센터 ↔ 도농역 (2013년/2015년/2017년 10월 슬로푸드 국제대회 시 임시 운행)
- ● 25번/26번: 남광하우스토리 ↔ 별내커뮤니티센터 ↔ 아이파크 (2018-06-12 ~ 07-31)
- ● 30-1번 ~ 30-14번,30-16번: 마석순환지선 (마석 ↔ 화도읍 · 수동면) (2024년 6월 1일부터 땡큐버스으로 전환)
- ● 30-16번: 차산리차고지 ↔ 창현택지지구 ↔ 마석택지지구 ↔ 평내호평역 ↔ 금곡동 ↔ 금곡역 ↔ 군장리 (2010년 12월 21일 경춘선 전철역 경유를 위해 6번(차산리-군장리), 7번(원차산-삼익아파트)으로 분리하였다.)
- ● 30-17번: 맞춤통학버스(가곡리 ↔ 마석택지지구 ↔ 마석 ↔ 화광중학교) (2024년 6월 1일부터 땡큐버스으로 전환)
- ● 30-18번: 맞춤통학버스(원차산 ↔ 차산리 ↔ 창현택지지구 ↔ 마석 ↔ 화광중학교) (2024년 6월 1일부터 땡큐버스으로 전환)
- ● 38-1번: 미음나루 ↔ 수석동.풍속마을 ↔ 신안인스빌1차 ↔ 반도유보라후문 ↔ 다산한강초교 ↔ 금강펜테리움1차 ↔ 남양주체육문화센터 ↔ 남양주제2청사.남양주남부경찰서 - 도농역 - 가운지구입구 → 가운휴먼시아2.4단지 → 가운중 → 가운고 → 가운지구입구 (일자미상으로 운행중단)
- ● 51번: 수택고등학교 ↔ 구리여고 ↔ 벌말삼거리 ↔ 이문안길 ↔ 구리시청 ↔ 교문사거리 ↔ 망우리고개 ↔ 망우역 ↔ 상봉역 (상봉시외버스터미널) ↔ 중랑역 ↔ 회기역 (경희대학교, 서울시립대학교) ↔ 청량리역 (경기여객으로 노선 이관.)
- ● 55-1번: 호평동차고지 ↔ 평내호평역 ↔ 금곡역 ↔ 오남리 ↔ 진접지구 (2017년 3월~4월경에 수요부족으로 인하여 폐선)
- ● 56번: 대성리 ↔ 금남리 ↔ 백월리 ↔ 남양주종합촬영소 ↔ 운길산역 ↔ 양수리 ↔ 능내리 ↔ 다산유적지 (2022년 6월 폐선)
- ● 땡큐61번: 덕소중학교 ↔ 덕소역 ↔ 와부고.예봉중학교 ↔ 금곡역 (2021년 3월 9일 개통)
- ● 66번: 미금중학교 ↔ 빙그레 ↔ 도농역 ↔ 금곡동 ↔ 평내택지지구 ↔ 호평동
- ● 91번: 진벌리차고지 ↔ 경복대학 ↔ 진접역 - 오남역 ↔ 오남체육공원 ↔ 사릉역 ↔ 진관리 ↔ 도농역 ↔ 가운택지지구 ↔ 구리여자고등학교 ↔ 벌말 삼거리(장자대로 경유) ↔ 구리경찰서 ↔ 광나루역 ↔ 강변역(동서울종합버스터미널) (구 9-1번, 현 경기운수 9-1번과 무관, 2025년 1월 25일부로 폐선)
- ● 91-1번: 진벌리차고지 ↔ 경복대학 ↔ 진접택지지구 ↔ 오남읍 ↔ 사릉역 ↔ 먹골 ↔ 양정마을(한국 수자원 공사) ↔ 남양주 제2청사, 남양주 경찰서 ↔ 도농역 ↔ 가운택지지구 ↔ 구리여자고등학교 ↔ 벌말 삼거리(장자대로 경유) ↔ 구리 경찰서 ↔ 광나루역 ↔ 강변역 (동서울종합버스터미널) (대체노선으로는 경기운수 9-1번 신설)
- ● 93번: 대성리역 ↔ 마석 ↔ 호평지구 ↔ 평내동 ↔ 금곡동 ↔ 양정동 ↔ 도농역 ↔ 구리역 ↔ 구리여자고등학교 ↔ 장자대로 ↔ 광나루역 ↔ 강변역 (동서울종합버스터미널) (구 9-3번, 경기여객으로 노선 이관.)
- ● 95번: 미금중학교 ↔ 빙그레 ↔ 구리역 ↔ 구리여자고등학교 ↔ 이문안길 ↔ 한마음길 ↔ 광나루역 ↔ 강변역 (동서울종합버스터미널) (경기여객으로 노선 이관.)
- ● 96번: 미금중학교 ↔ 구리농수산물도매시장 ↔ 인창지구 ↔ 구리여자고등학교 ↔ 이문안길 ↔ 장수길 ↔ 광나루역 ↔ 강변역 (동서울종합버스터미널) (경기여객으로 노선 이관.)
- ● 165-3번: 진벌리차고지 (경복대학) ↔ 진접택지지구 ↔ 오남읍 ↔ 사능 ↔ 금곡동 ↔ 양정동 ↔ 도농역 ↔ 구리역 ↔ 돌다리 ↔ 교문사거리 ↔ 망우리고개 ↔ 망우역 ↔ 상봉역 (상봉시외버스터미널) ↔ 중랑역 ↔ 회기역 (경희대학교, 서울시립대학교) ↔ 청량리역 (2011년 5월 15일 최종 폐선. 구 2230번)
- ● 166번: 도곡리차고지 ↔ 도심역 ↔ 덕소역 ↔ 도농역 ↔ GS스퀘어 ↔ 돌다리 ↔ 구리역 ↔ 교문사거리 ↔ 망우리고개 ↔ 망우역 ↔ 상봉역 (상봉시외버스터미널) ↔ 중랑역 ↔ 회기역 (경희대학교, 서울시립대학교) ↔ 청량리역 (경기여객으로 노선 이관, 2009년 9월 8일 최종 폐선. 구 2229번)
- ● 166번: 도곡리차고지 ↔ 도심역 ↔ 덕소역 ↔ 양정역 ↔ 도농역 ↔ 구리역 ↔ 교문사거리 ↔ 금란교회 ↔ 상봉역 ↔ 중랑역 ↔ 회기역 (경희대학교, 서울시립대학교) ↔ 청량리역 (일자미상으로 폐선)
- ● 167번: 남양주유기농박물관 ↔ 남양주종합촬영소 ↔ 부대앞 ↔ 연세중학교 ↔ 수종사입구 ↔ 운길산역 ↔ 양수리 ↔ 조안리 ↔ 팔당역 ↔ 도곡리 ↔ 덕소삼거리 ↔ 도농역 ↔ 구리역 (롯데백화점 구리점) ↔ 돌다리 ↔ 교문사거리 ↔ 망우리고개 ↔ 망우역 ↔ 상봉역 (상봉시외버스터미널) ↔ 중랑역 ↔ 회기역 (경희대학교, 서울시립대학교) ↔ 청량리역 ↔ 경동시장 (대원교통 2228번 대체노선, 2022년 9월 4일 폐선)
- ● 167-2번: 구암리 ↔ 월문리 ↔ 덕소역 ↔ 도농역 ↔ GS스퀘어 ↔ 교문사거리 ↔ 망우역 ↔ 상봉역 ↔ 회기역 ↔ 청량리
- ● 169번: 차산리차고지 ↔ 창현지구 ↔ 보미 · 청광아파트 ↔ 호평지구 ↔ 평내지구 ↔ 금곡동 ↔ 양정동 ↔ 양정역 ↔ 덕소삼거리 ↔ 도곡리
- ● 1115-2번: 차산리차고지 ↔ 창현택지지구 ↔ 마석역 ↔ 심석중학교, 고등학교 ↔ 중흥S클래스 ↔ 너구내고개 ↔ 평내호평역 ↔ 금곡동 ↔ 도농역 ↔ 구리시장 ↔ 남양시장 ↔ 구리여자중학교 ↔ 교문아파트 ↔ 아천동 ↔ 워커힐 ↔ 광나루역 ↔ 강변역 (동서울종합버스터미널) (2014년 3월 24일 폐선. 이 노선은 경기고속에서 이관 받은 노선이다.)
- ● 땡큐11번: 사능차고지 ↔ 사릉역 ↔ 진관리 ↔ 배양리 ↔ 다산역 ↔ 다산지구 ↔ 도농역 ↔ 금강1차 ↔ 수석토성입구 (2025년 3월 1일부터 경기운수으로 이관.)

### 직행좌석버스
- ● 330-1번: 비금리차고지 ↔ 수동 ↔ 가곡리 ↔ 마석역 ↔ 평내동 ↔ 금곡동 ↔ 도농역 ↔ 구리역 (롯데백화점 구리점) ↔ 돌다리 ↔ 교문사거리 ↔ 망우리고개 ↔ 망우역 ↔ 상봉역 (상봉시외버스터미널) ↔ 중랑역 ↔ 회기역 (경희대학교, 서울시립대학교) ↔ 동대문경찰서 ↔ 현대코아 ↔ 청량리역 (이 노선은 경기고속에서 이관 받은 노선이다, 2025년 3월 1일부로 땡큐32번으로 형간전환)
- ● 330-2번: 차산리차고지 ↔ 창현택지지구 ↔ 가곡초교 ↔ 수동농협 ↔ 방동 ↔ 비금리 (330-1번 차량으로 운행, 2025년 3월 1일부로 땡큐32번으로 형간전환)
- ● 330-3번: 비금리 ↔ 수동 ↔ 가곡리 ↔ 마석역 ↔ 창현택지지구 ↔ 차산리차고지 (공차노선이므로 승하차 불가 및 330-1번 차량으로 운행, 2025년 3월 1일부로 땡큐32번으로 형간전환)

- ● 765-1번: 차산리차고지 ↔ 창현택지지구 ↔ 마석택지지구 ↔ 평내동 ↔ 평내호평역 ↔ 금곡동 ↔ 금곡역 ↔ 도농역 ↔ 돌다리 ↔ 구리역 ↔ 교문사거리 ↔ 망우리고개 ↔ 망우역 ↔ 상봉역 (상봉시외버스터미널) ↔ 중랑역 ↔ 회기역 (경희대학교, 서울시립대학교) ↔ 청량리역 ↔ 경동시장 (2011년 3월 2일 폐선. 구 9201번 -> 9205번)
- ● 766번: 호평동차고지 ↔ 평내동 ↔ 평내호평역 ↔ 금곡동 ↔ 금곡역 ↔ 도농역 ↔ 돌다리 ↔ 구리역 ↔ 교문사거리 ↔ 망우리고개 ↔ 망우역 ↔ 상봉역 (상봉시외버스터미널) ↔ 중랑역 ↔ 회기역 (경희대학교, 서울시립대학교) ↔ 청량리역 ↔ 경동시장 ↔ 제기동역 ↔ 신설동역 ↔ 동묘앞역 ↔ 동대문역 (2011년 3월 2일 폐선. 구 M2104번)
- ● 1000-2번: 호평상업지구 ↔ 평내택지지구 ↔ 금곡동 ↔ 도농역 ↔ 가운택지지구 ↔ 토평IC ↔ 강변북로 ↔ 잠실대교 ↔ 잠실광역환승센터 (2015년 11월 29일 운행 개시, 2층 버스 노선, 2018년 1월 15일 1000-1번으로 변경)
- ● 1000-3번: 평내호평역 ↔ 평내택지지구 ↔ 금곡동 ↔ 도농역 ↔ 가운택지지구 ↔ 토평IC ↔ 강변북로 ↔ 잠실대교 ↔ 잠실광역환승센터 (2015년 11월 29일 운행 개시, 2층 버스 노선, 2018년 1월 15일 1000-1번으로 변경)
- ● 2000번: 진벌리차고지 (경복대학) ↔ 진접택지지구 ↔ 오남읍 ↔ 사능 ↔ 뱅이삼거리 ↔ 퇴계원 ↔ 서울외곽순환고속도로 (구리요금소) ↔ 강변북로 ↔ 잠실대교 ↔ 잠실역 ↔ 잠실새내역 ↔ 종합운동장역 ↔ 삼성역 ↔ 선릉역 ↔ 역삼역 ↔ 강남역 ↔ 신논현역<이 노선은 2013년 5월 1일부터 경기운수로 이관되었다.>
- ● 8012번: 구암리 진벌마을 ↔ 마석역 ↔ 마석택지지구 ↔ 창현택지지구 ↔ 화도 나들목 ↔ 서울춘천고속도로 ↔ 미사대교 ↔ 강일 나들목 ↔ 올림픽대로 ↔ 잠실역 (간선급행버스, 2009년 12월 경기고속의 8002번과 흡수통합과 함께 기점을 대성리역으로 연장.)(현 선진상운 (현.경기버스) 8012번과 무상관)

### 국토교통부의광역급행버스
- ● M2104번: 호평동 ↔ 평내동 ↔ 금곡동 ↔ 청량리역 ↔ 제기동역 ↔ 신설동역 ↔ 동대문역 (국토해양부의 광역급행버스, 2010년 11월 15일 직행좌석버스 766번으로 형간전환 되었으나 2011년 3월 2일 최종 폐선.)
- ● M2344번: 별내신도시 ↔ 남광하우스토리 ↔ 별가람고 ↔ KCC스위첸 ↔ 별내고 ↔ 쌍용예가 ↔ 수도권제1순환고속도로 ↔ 강변북로 ↔ 잠실광역환승센터 (2019년 10월 7일 신설, 2024년 9월 1일 운휴)

## 보유 차량

#### 자일대우버스
- 자일대우 레스타
- 자일대우 BS090 뉴 로얄미디
- 자일대우 BS106 뉴 로얄시티
- 자일대우 BS110 뉴 로얄논스텝
- 자일대우 FX II 116 크루징 애로우
- 자일대우 FX116 하모니

#### 현대자동차
- 현대 카운티 뉴 브리즈
- 현대 저상 뉴 슈퍼 에어로시티
- 현대 일렉시티/일렉시티 더블데커
- 현대 뉴 프리미엄 유니버스 프라임

#### CHTC 킨윈
- CHTC 에픽타운
- CHTC 에픽시티

#### 볼보버스
- 볼보 B8RLE

## 본점 및 지점 현황
- 본점: 경기도 남양주시 와부읍 덕소로 320
- 차산리영업소: 경기도 남양주시 화도읍 수레로1092번길 5-4
- 진벌리영업소: 경기도 남양주시 진접읍 경복대로 497
- 내촌영업소: 경기도 포천시 내촌면 음고개길 9-28
- 호평동영업소: 경기도 남양주시 호평로67번길 2 (호평동)

## 갤러리

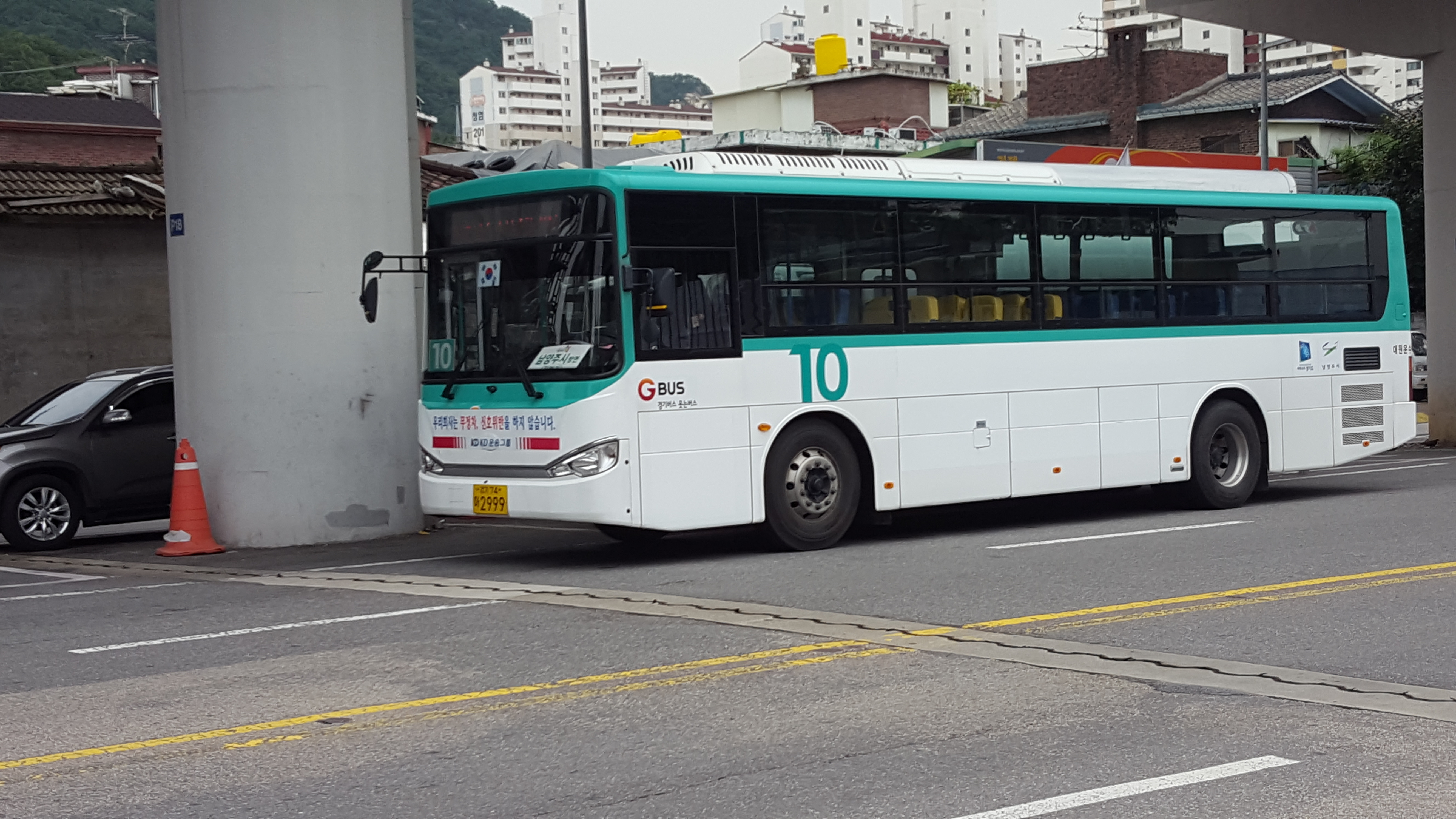
남양주시내버스10번
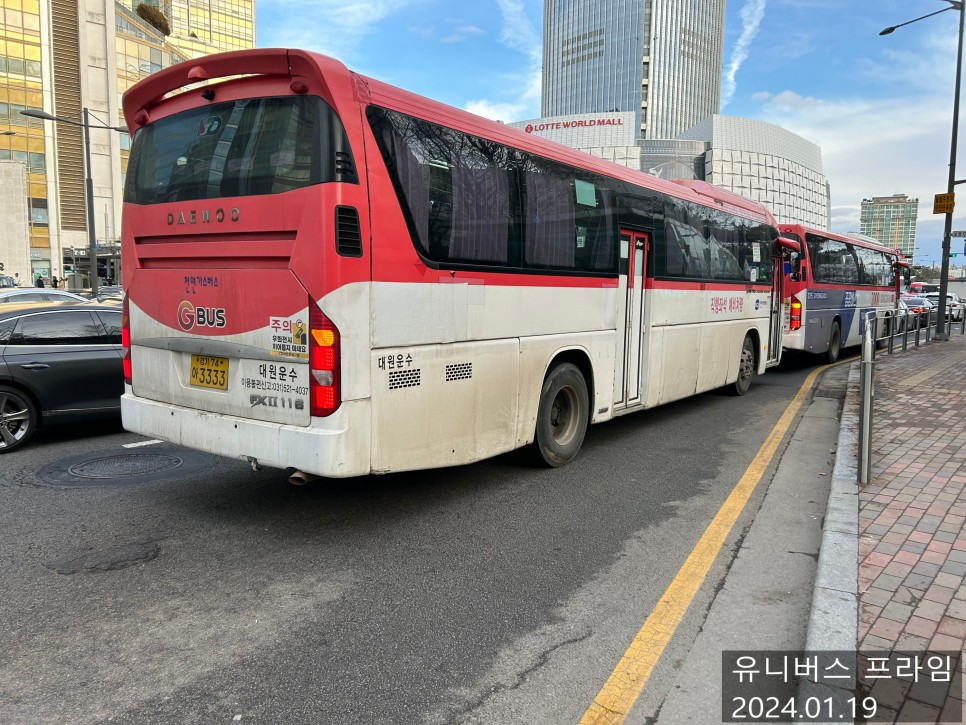
직행좌석버스 공용예비차량
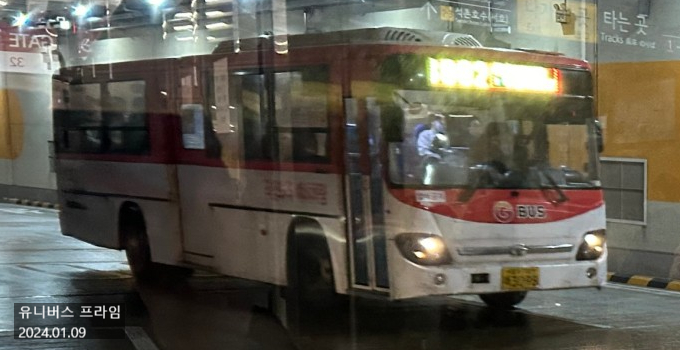
직행좌석버스 공용예비차량
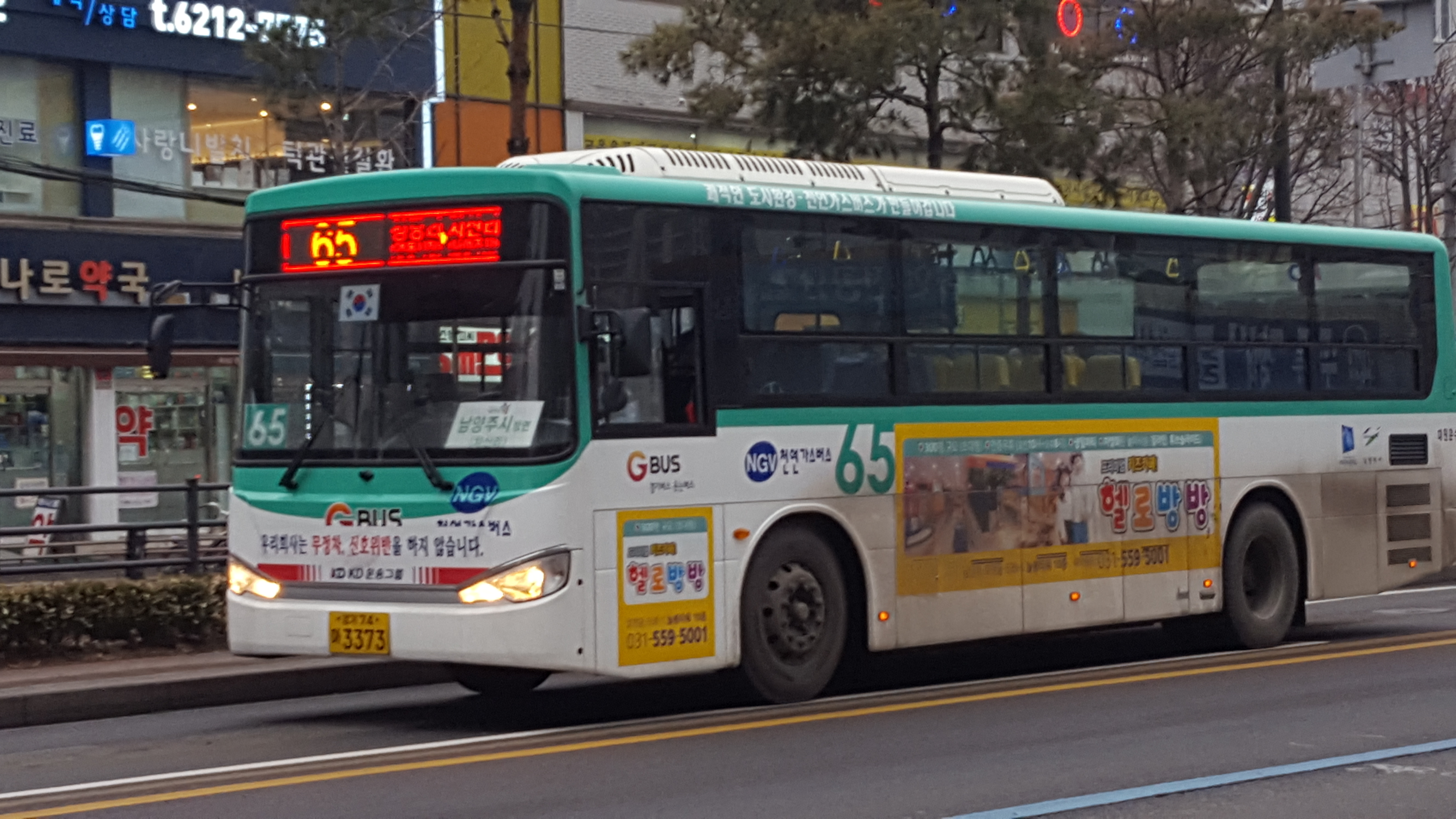
남양주시내버스 65번
남양주시내버스 112-1번
남양주시내버스 165번
남양주시내버스 165번
남양주시내버스 167번
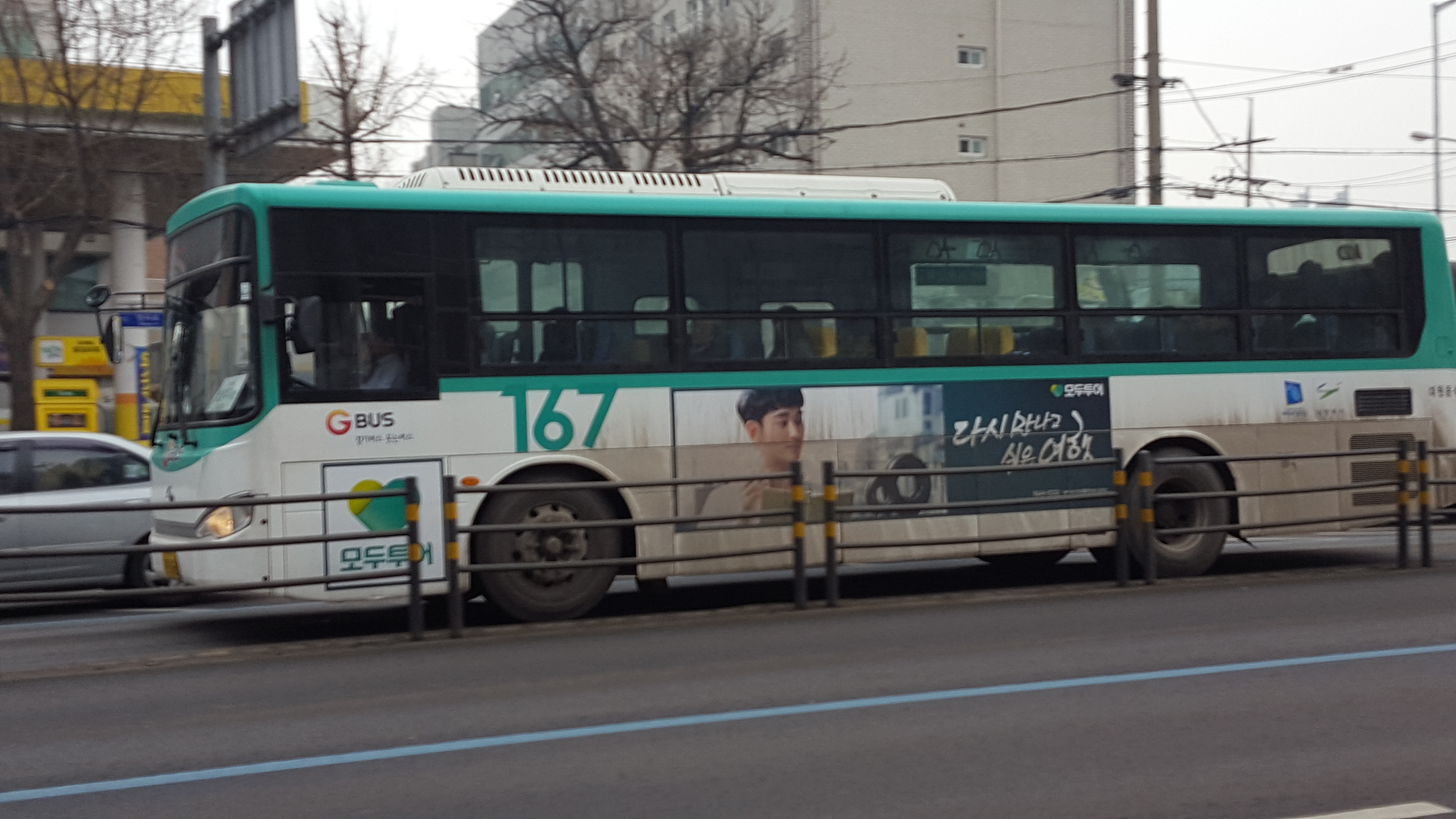
남양주시내버스 167번
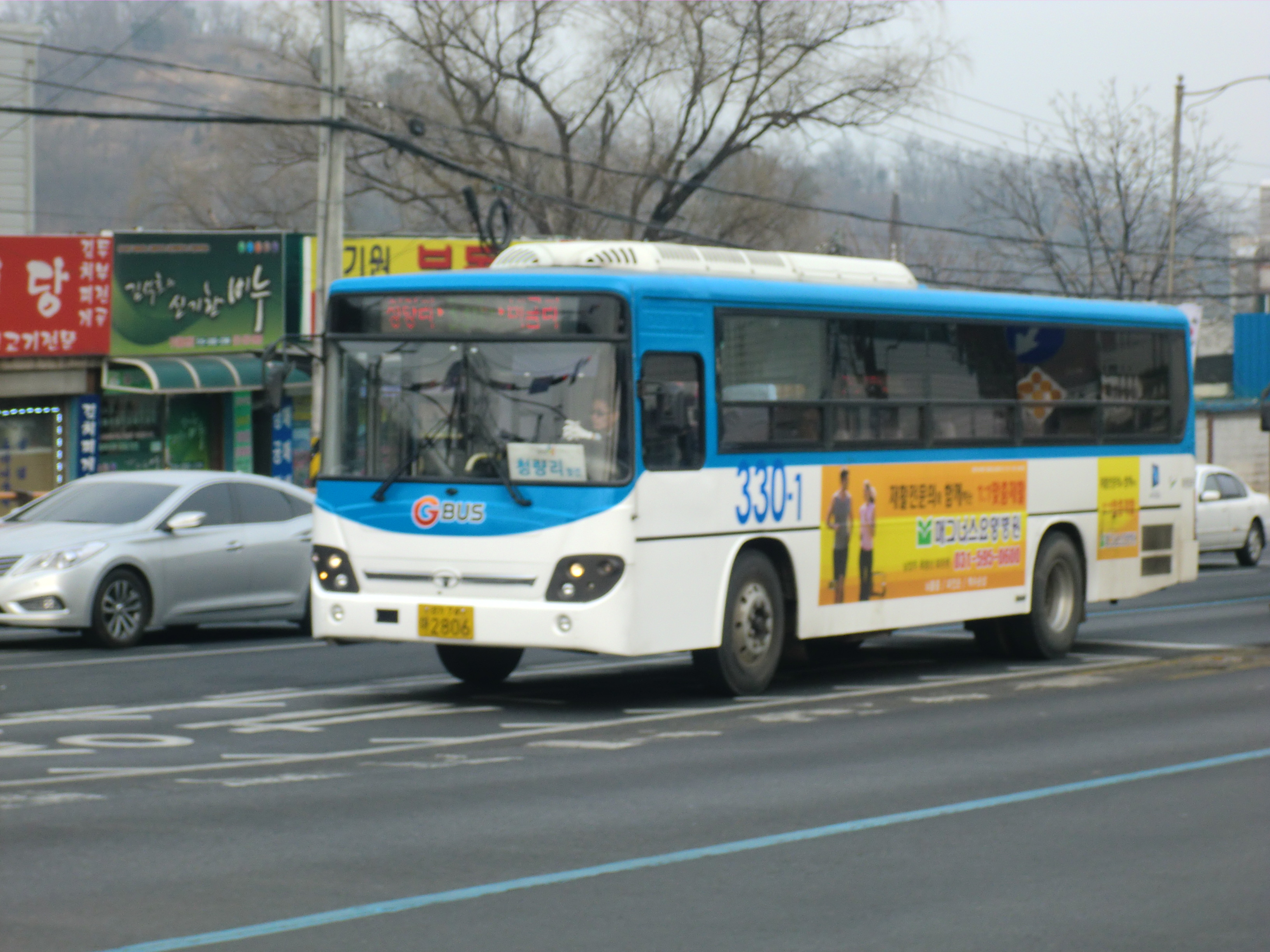
남양주시내버스 330-1번
남양주시내버스 1660번
남양주시내버스 1700번
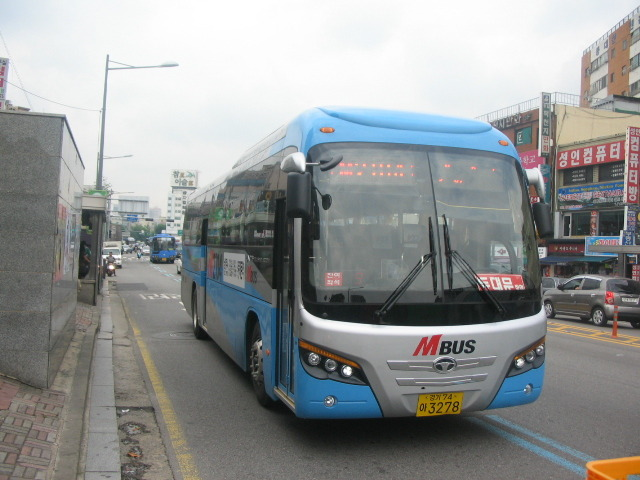
구 남양주시내버스 766번(구 M2104번)
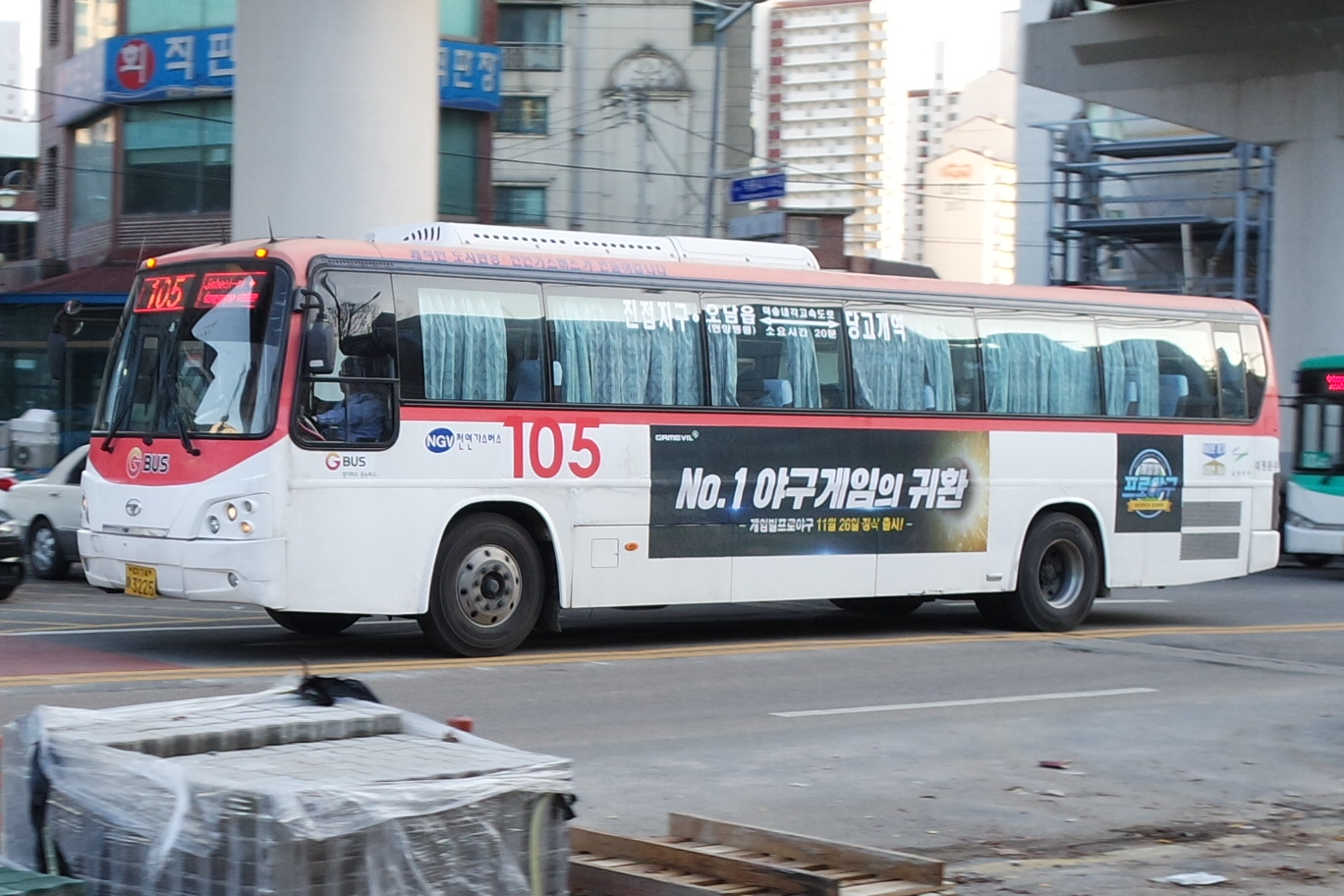
남양주시내버스 105번
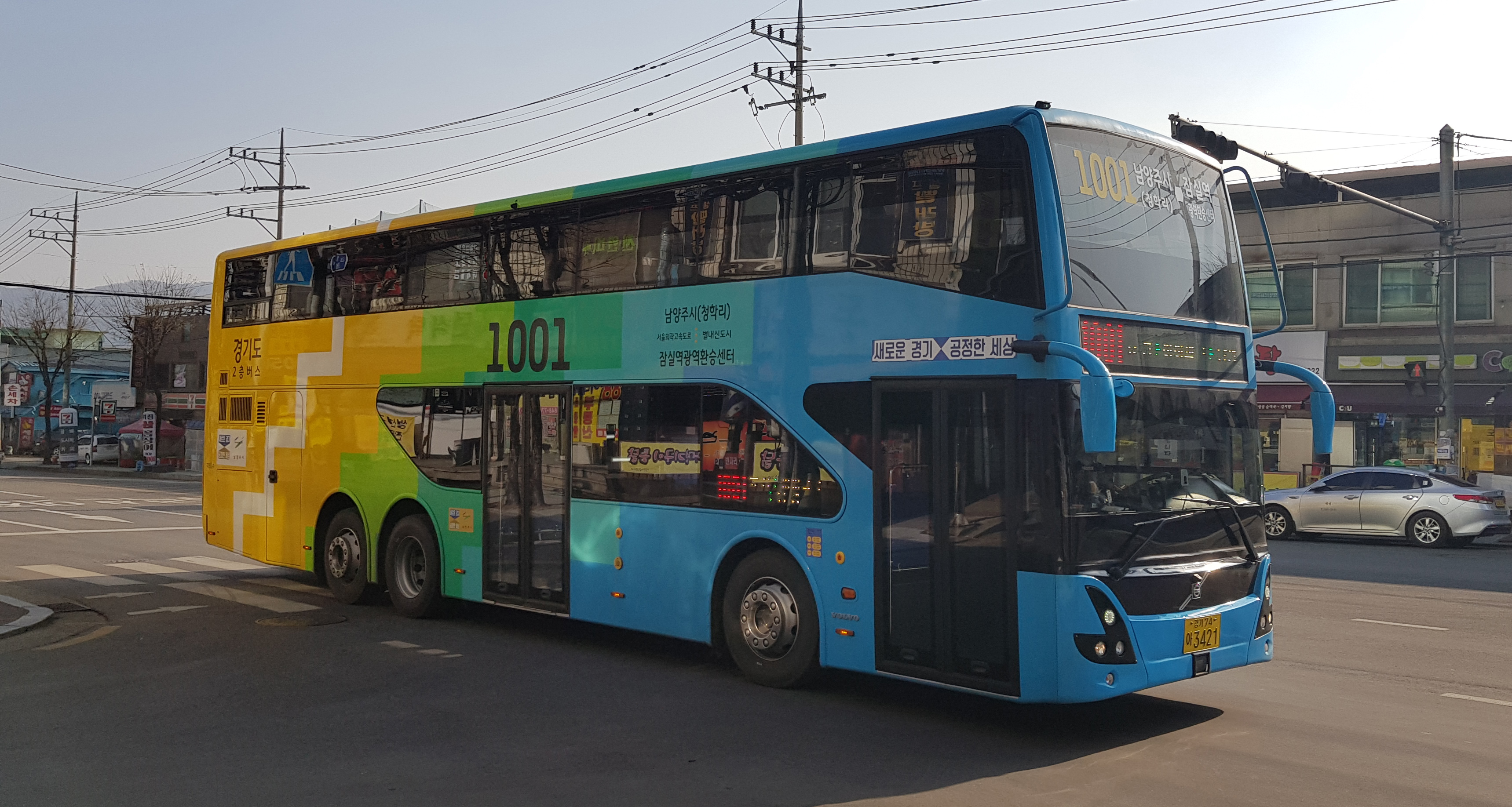
남양주시내버스 1001번
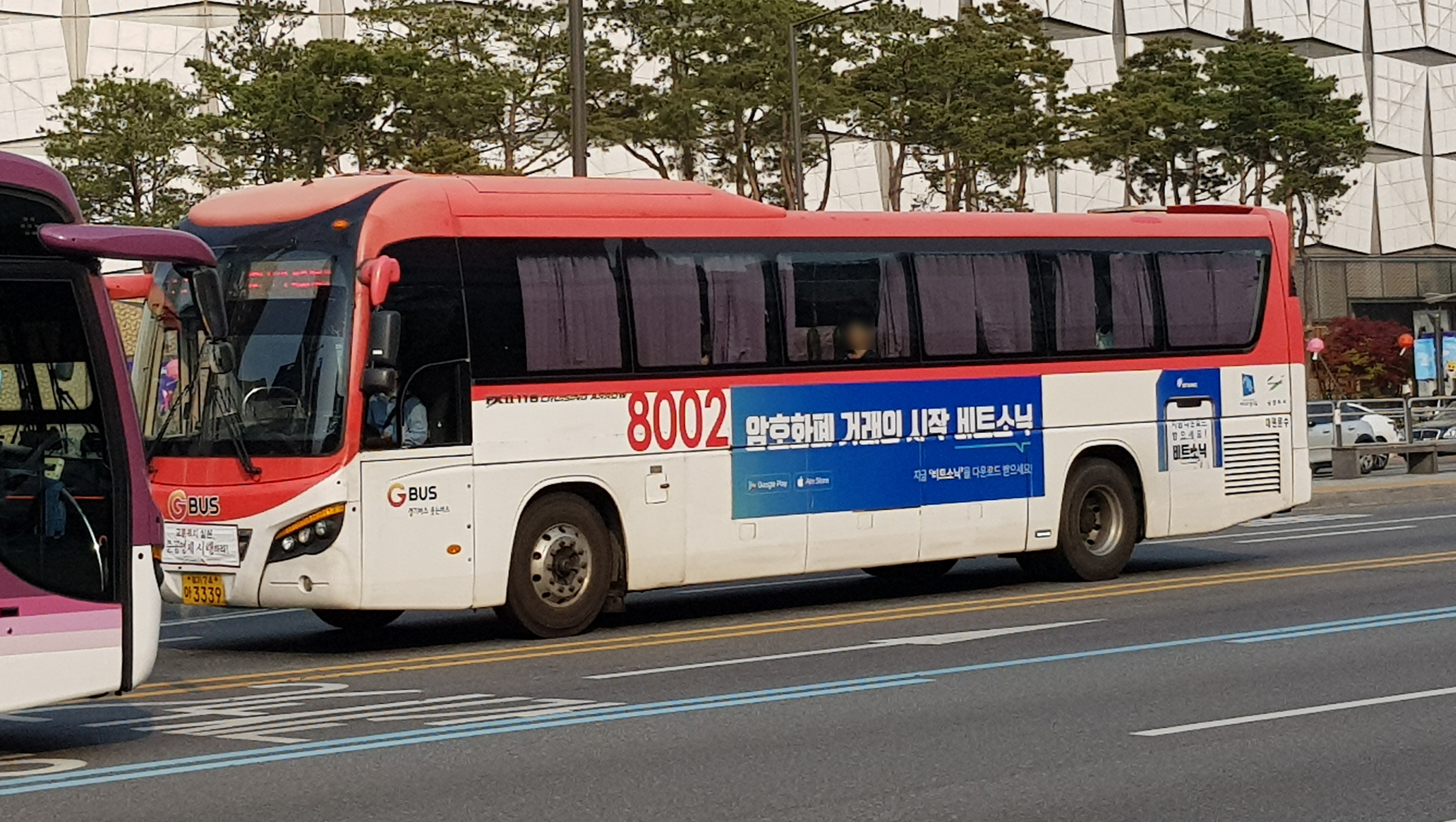
남양주시내버스 8002번